# 徐詳
徐 詳（じょ しょう、生没年不詳）は、中国三国時代の呉の人物。字は子明。揚州呉郡烏程県の人。

## 生涯
時期は不明だが、孫権の側近として仕えた。建安14年（209年）に孫権は車騎将軍になると、京口に都した。是儀や胡綜とともに国政や軍事の機密事項の処理を任された。
建安22年（217年）、孫権の命で和解の使者として曹操に派遣された。曹操は徐詳に「私の一生のお願いは長江を渡り、孫将軍と一緒に姑蘇を観光して長洲で狩ります。それで十分です」と言った。徐詳はこれに対して疑いを表します。曹操は「徐さんは私が冗談を言っていると思いますか」と笑ったという（『太平御覧』卷69引『呉地記』）。そこで同盟関係を確立し、並びに姻戚関係の締結の誓約を重ねた。その際に都尉・少府を務めた。
その後は侍中・偏将軍となった。孫権が呉王に封じられたとき、是儀や胡綜二人とともに魏の朝廷から亭侯に封ぜられた（『三国志』胡綜伝）。孫権は、始めて節度官の位を設置し、徐詳をその職とし、兵糧の管理を務めた。劉備を攻めるため白帝城を攻撃することになると、解煩兵（呉軍の特殊部隊）の左部督として右部督に任じられた胡綜とともに夷陵の戦いに参加している。
黄龍元年（229年）、孫権が皇帝に即位し建業に戻った後、郷侯に昇った。
没年は不明だが、胡綜より先に死去した。死後、諸葛恪が代わり節度官となった。